# Huangáscar
Huangáscar es un pueblo que es capital del distrito de Huangáscar, ubicado en la provincia de Yauyos, en el departamento de Lima.
En esta ciudad se habla de la variedad de quechua Huangáscar-Topará.

## Geografía
Huangáscar se encuentra situada en la parte sur de la provincia de Yauyos y sureste del departamento de Lima. Limita por el norte con el pueblo de Apurí, anexo del distrito de Viñac; por el sur, con el distrito de Azángaro; por el oeste, con el distrito de Chocos; y, por el este, con el distrito de Madeán y parte del distrito de Víñac.

## Festividades
La fiesta patronal se celebra cada 24 de junio en honor a San Juan Bautista, patrón del distrito. Esta festividad se inicia con la solemne misa patronal, la procesión que recorre las principales calles de la ciudad, continuando con actividades culturales, deportivas y sociales.
Se realiza cada año durante una semana. Participa toda la comunidad organizada (Colegios, Policía, Iglesia, Clubes, etc…).
El 15 de agosto de cada año, se celebra la fiesta en homenaje a las Santísimas Vírgenes de la Asunción y del Carmen.

## Atractivos turísticos
- Sitio arqueológico de Huamani.[5]
- Llanuras de pastoreo.[5]